# Diamondville (Wyoming)
Diamondville è un centro abitato (town) degli Stati Uniti d'America, situato nella Contea di Lincoln nello Stato del Wyoming. Nel censimento del 2000 la popolazione era di 716 abitanti.

## Geografia fisica
Secondo i rilevamenti dell'United States Census Bureau, la località di Diamondville si estende su una superficie di 3,4 km², tutti occupati da terre.

## Popolazione
Secondo il censimento del 2000, a Diamondville vivevano 716 persone, ed erano presenti 199 gruppi familiari. La densità di popolazione era di 211,1 ab./km². Nel territorio comunale si trovavano 322 unità edificate. Per quanto riguarda la composizione etnica degli abitanti, il 96,51% era bianco, lo 0,84% era nativo, lo 0,70% proveniva dall'Asia, l'1,12% apparteneva ad altre razze e lo 0,84% a due o più. La popolazione di ogni razza ispanica corrispondeva al 4,61% degli abitanti.
Per quanto riguarda la suddivisione della popolazione in fasce d'età, il 26,4% era al di sotto dei 18, il 5,6% fra i 18 e i 24, il 26,5% fra i 25 e i 44, il 28,5% fra i 45 e i 64, mentre infine il 13,0% era al di sopra dei 65 anni di età. L'età media della popolazione era di 40 anni. Per ogni 100 donne residenti vivevano 94,0 uomini.